# Người Hà Nội (phim)
Người Hà Nội là một bộ phim truyền hình được thực hiện bởi Trung tâm Phim truyền hình Việt Nam, Đài Truyền hình Việt Nam do Hoàng Tích Chỉ và Đoàn Lê làm đạo diễn. Phim được phóng tác từ tiểu thuyết Phố của Chu Lai. Phim phát sóng lần đầu vào năm 1996 trên kênh VTV3.

## Nội dung
Người Hà Nội lấy bối cảnh những năm khoảng cuối thập niên 80 và đầu thập niên 90, xoay quanh cuộc sống đời thường của những người lính trở về sau chiến tranh. Nam (Hồng Sơn) là một kỹ sư quân đội vẽ kỹ thuật, có vợ là Thảo (Lê Khanh) và con gái Niên Thảo. Do cuộc sống gia đình khó khăn nên Thảo xin sang Đức xuất khẩu lao động dù ban đầu Nam không đồng ý. Bình (Huệ Đàn) là một nhà làm phim, có nhiều ý tưởng nhưng lại không được cấp vốn để làm điện ảnh. Lãm (Quyền Linh) do lấy vợ (Minh Hằng) người Nùng nên phải giải ngũ và bị gia đình từ, từ trên quê vợ về sống ngoài vỉa hè ở phố nhà binh. Dặt (Quốc Trị) làm công an khu vực, đồng lương không đủ sống, không đáp ứng đủ nhu cầu của vợ (Diệu Thuần) nên đã bị vợ bỏ....

## Diễn viên
- NSND Lê Khanh trong vai Thảo[6]
- Hồng Sơn trong vai Nam[7][8]
- Quyền Linh trong vai Lãm[6][2]
- NSND Minh Hằng trong vai Vợ Lãm[2]
- Huệ Đàn trong vai Bình[2]
- NSND Mạnh Cường trong vai Hùng[2]
- NSƯT Diệu Thuần trong vai Vợ trước của Dặt[2]
- NSND Anh Dũng trong vai Dụ[2]
- NSƯT Thanh Quý trong vai Diễm[6]
- NSƯT Chiều Xuân trong vai Bạch Vân[6]
- Mạnh Linh trong vai Ông Tướng
- NSƯT Mai Châu trong vai Bà Tướng
- NSND Quốc Trị trong vai Dặt
- NSƯT Minh Tâm trong vai Cụ giáo Khang
- Ngọc Thu trong vai Vợ sau của Dặt
- Thu Hiền trong vai Loan
- Hồng Minh trong vai Bồ của Dụ
- Đới Lan Anh trong vai Niên Thảo
- Đăng Khoa trong vai Tùng

Cùng một số diễn viên khác...

## Ca khúc trong phim
Bài hát trong phim là ca khúc "Chị tôi" do Đoàn Thị Tảo phỏng thơ, Trọng Đài sáng tác và Mỹ Linh thể hiện.